# K.k. Ministerium für Volksgesundheit
Das k.k. Ministerium für Volksgesundheit war, in den letzten Monaten des kaiserlichen Österreich gegründet, das erste solche Ministerium in Europa. Es wurde in  Deutschösterreich bis 15. März 1919 als Staatsamt für Volksgesundheit (im Rang eines Ministeriums) fortgeführt.

## K.k. Ministerium für Volksgesundheit
Als Minister fungierte Johann (Ivan) Horbaczewski.
Horbaczewski wurde am 30. August 1917 von Kaiser Karl I. als k.k. Minister ohne Portefeuille ins Ministerium Seidler, die von Ernst von Seidler geleitete Regierung, berufen, um in der westlichen „Reichshälfte“ Österreich-Ungarns das Volksgesundheitsministerium vorzubereiten (vorerst Amt für Volksgesundheit).
Am 24. November 1917 genehmigte der Kaiser auf Vorschlag der Regierung Seidler  mit Allerhöchstem Handschreiben die Errichtung des neuen Ministeriums. Dem publizierten Handschreiben war eine ausführliche Liste der für das Ministerium vorgesehenen Kompetenzen beigefügt.
In einem kurzen, vom Kaiser am 27. Juli 1918 sanktionierten Gesetz erteilte der Reichsrat die Ermächtigung zu den dafür vorgesehenen Kompetenzverschiebungen.
Am 30. Juli 1918 wurde Horbaczewski, nunmehr im Ministerium Hussarek, vom Kaiser zum Minister für Volksgesundheit ernannt. Am 10. August 1918 berichtete die amtliche Wiener Zeitung, das Ministerium nehme am gleichen Tag seine Tätigkeit auf. Das Blatt bezog sich dabei auf eine zwei Tage vorher ergangene Kundmachung des Gesamtministeriums.
Das Ministerium war in vier Sektionen gegliedert, drei medizinische und eine juridische. Es hatte seinen Sitz in Wien 1., Gluckgasse 1. Einer der vier Sektionschefs, Ignaz Kaup, amtierte vom 30. Oktober 1918 an im neuen Staat Deutschösterreich als Staatssekretär (= Minister) für Volksgesundheit.

## Staatsamt für Volksgesundheit
Nach dem 30. Oktober 1918, als das kaiserliche Österreich zerfallen war und sich die deutschösterreichische Staatsregierung Renner I mit Dr. med. Ignaz Kaup, bisher Sektionschef im Ministerium, als Staatssekretär (Minister) (bis Herbst 1920 hatten die Staatssekretäre die Funktion der heutigen Minister, die Unterstaatssekretäre die der heutigen Staatssekretäre) für Volksgesundheit konstituiert hatte, übergab Horbaczewski seine Agenden an diesen Nachfolger. Die kaiserlichen Minister (Ministerium Lammasch) blieben auf Wunsch des Monarchen formal bis 11. November 1918 im Amt, als der Kaiser selbst resignierte.
Im republikanischen Österreich wurde die Tätigkeit des Ministeriums bis 15. März 1919 im Staatsamt (Ministerium) für Volksgesundheit fortgesetzt. Von der Staatsregierung Renner II an wurde die Materie dann im Staatsamt für souziale Fürsorge bis 22. Oktober 1920 unter Ferdinand Hanusch wahrgenommen. Kaup war noch bis 9. Mai 1919, ohne als Unterstaatssekretär gewählt worden zu sein, mit den Agenden seines bisherigen Ressorts betraut. Am 9. Mai 1919 wurde Julius Tandler zum Unterstaatssekretär für Volksgesundheit gewählt und bekleidete dieses Amt, ab 10. November 1920 als Staatssekretär im Bundesministerium für soziale Fürsorge, in der Staats-, dann Bundesregierung Mayr I bis 20. November 1920.
Am 10. November 1920 trat das Bundes-Verfassungsgesetz, die Verfassungsurkunde der Republik, in Kraft.

## Weitere Wahrnehmung des Ressorts
In der Folge war zumeist das Sozialministerium für das Gesundheitsressort zuständig. 1972 wurde wieder ein eigenes Gesundheitsministerium gegründet (für Gesundheit und Umweltschutz, 1987–1990 Bundesminister im Bundeskanzleramt, dann für Gesundheit und Konsumentenschutz); nach wechselhaften Kompetenzkombinationen in späteren Jahren besteht seit 2008 erstmals seit 1918 wieder ein Bundesministerium ausschließlich für Gesundheit.
Siehe Bundesministerium für Gesundheit: Historische Entwicklung und Österreichischer Gesundheitsminister.